# H. Malligere, Mandya
H. Malligere là một làng thuộc tehsil Mandya, huyện Mandya, bang Karnataka, Ấn Độ.